# Corpus Nummorum Online
Corpus Nummorum Online, chiamato inizialmente Corpus Nummorum Thracorum e Die antiken Münzen Thrakiens – das numismatische Themenportal, è un portale web, che registra le monete antiche di quattro regioni storici: Mesia inferiore, Misia, Tracia e la Troade. A partire dal 2012 il corpus raccoglie e pubblica le monete dell’antica Tracia, dal 2018 anche quelle delle altre regioni menzionate sopra. L'obiettivo del progetto consiste nell’elaborazione di una tipologia e la sua interpretazione numismatica. Gli istituzioni responsabili sono l’Accademia delle scienze di Berlino e il Münzkabinett (Berlino). Inoltre, il Big Data Lab dell’Università Goethe di Francoforte è coinvolto come partner del progetto per integrare e sviluppare metodi computerizzati.

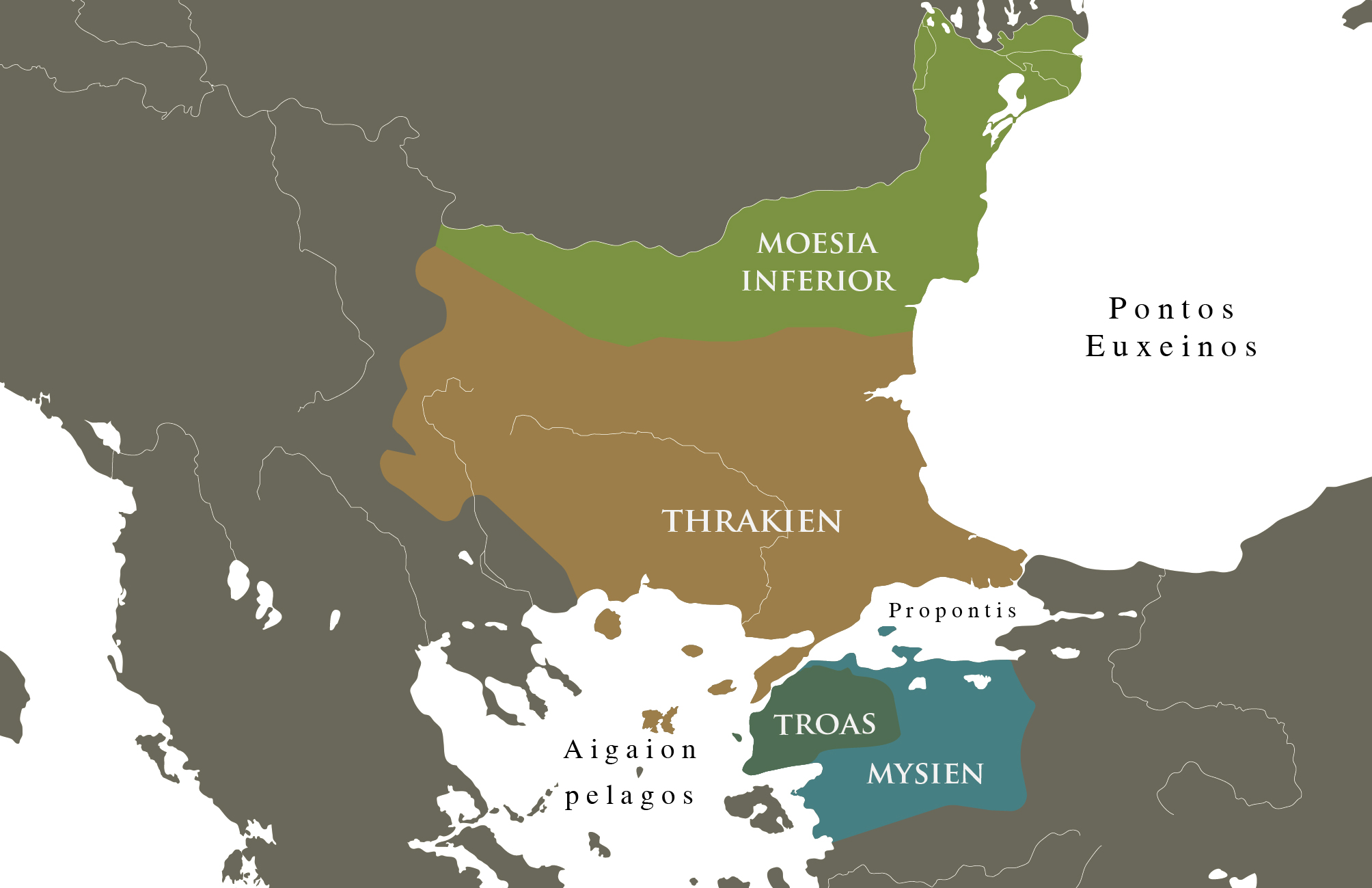
Regione esaminata

Dall’inizio del 2020 il portale è disponibile in lingua tedesca e inglese. 
Il portale si basa sulle monete del Münzkabinett di Berlino e sui calchi in gesso dell'Accademia delle scienze di Berlino, che vengono continuamente integrate da monete rilevanti di altre collezioni. In questo modo, finora sono state registrate monete provenienti da oltre 100 collezioni di 24 paesi. Ci sono anche monete da collezioni private e cataloghi di aste. 
Nel quadro del progetto viene creato su Internet un catalogo esaustivo di monete e tipi monetali delle quattro regioni storiche. Se possibile, le monete e i tipi monetali sono mostrati con un'immagine e assegnati un numero di identificazione univoco. L'uso di voce di autorità permette lo scambio internazionale con altri portali numismatici come nomisma, Inventory of Greek Coin Hoards Online e Roman Provincial Coinage. Il progetto è guidato da Ulrike Peter, Karsten Tolle e Bernhard Weisser, le voci sono create da diversi contributori e supportate da altri partner esterni secondo il principio "Citizen Science". Oltre al catalogo delle monete e dei tipi monetali, il sito Web offre anche una mappa interattiva e una bibliografia esaustiva. Una moneta viene presentata ogni mese come una moneta del mese. Il progetto è finanziato dalla Deutsche Forschungsgemeinschaft (DFG) e dal Bundesministerium für Bildung und Forschung (BMBF). 
Nell'aprile del 2015 si è organizzata la conferenza Thrace. Local Coinage and Regional Identity. Numismatic Research in the Digital Age all'Università Humboldt di Berlino. Nel giugno 2016, il progetto è stato insignito del secondo premio del Berliner Digital Humanities Preises.